# José Francisco Moreira dos Santos
Mons. José Francisco Moreira dos Santos (12. října 1928, Mata Mourisca – 16. března 2023) byl portugalský římskokatolický kněz, emeritní biskup Uíje v Angole a člen Řádu menších bratří kapucínů.

## Život
Narodil se 12. října 1928 v Mata Mourisca. Po základní a střední škole vstoupil k Řádu menších bratří kapucínů. Dne 20. ledna 1952 byl vysvěcen na kněze.
Dne 14. března 1967 jej papež Pavel VI. jmenoval diecézním biskupem Carmony a São Salvador. Biskupské svěcení přijal 30. dubna 1967 z rukou arcibiskupa Maximiliena de Fürstenberga a spolusvětiteli byli arcibiskup Ernesto Sena de Oliveira a biskup Florentino de Andrade e Silva. Dne 16. května 1979 byla diecéze přejmenována na Uíje a pokračoval ve své funkci.
Dne 2. února 2008 přijal papež Benedikt XVI. jeho rezignaci na post biskupa Uíje.